# Miss Bolivia 2011
La 32.ª edición del certamen Miss Bolivia, correspondiente al año 2011 se celebró en el Salón Sirionó en la ciudad de Santa Cruz de la Sierra, el 30 de junio de 2011. Concursantes de los nueve departamentos bolivianos compitieron por este título de belleza. Al finalizar la velada, la Miss Bolivia 2010, Olivia Pinheiro, entregó la corona a su sucesora Yessica Mouton.

## Resultados Finales
| Resultado Final            | Departamento       | Candidata                                |
| Miss Bolivia Universo      | - Srta. Litoral    | Yessica Mouton                           |
| Miss Bolivia Mundo         | - Miss Litoral     | Yohana Vaca                              |
| Miss Bolivia Internacional | - Srta. Santa Cruz | Daniela Michelle Núñez Del Prado Serrano |
| Miss Bolivia Tierra        | - Miss La Paz      | Valeria Odilia Avendaño Ávila            |
| 1º Finalista               | - Miss Beni        | Alma Sicely Mariscal Taborga             |
| 2º Finalista               | - Miss Santa Cruz  | Karen Anahir Salazar Suárez              |
| 3º Finalista               | - Miss Tarija      | Dalma Yohana López Rojas                 |
| 4º Finalista               | - Miss Cochabamba  | Suely Nashira Rico Rivas (Δ)             |

(Δ) Fue elegida por el voto del público

## Títulos Previos
| Titulos            | Departamento            | Candidata                                |
| Miss Elegancia     | Srta. Santa Cruz        | Daniela Núñez Del Prado Serrano          |
| Miss Silueta       | Srta. Llanos Orientales | Alma Sicely Mariscal Taborga             |
| Miss Fotogénica    | Srta. Litoral           | Yéssica Sharit Mouton Gianella           |
| Miss Simpatía      | Miss Chuquisaca         | Aleza Mishell Núñez Moldes               |
| Miss Talento       | Miss Litoral            | Yohana Paola Vaca Guzmán                 |
| Mejor Cabellera    | Srta. Pando             | Daniela Ivonne Rodríguez Herrera         |
| Mejor Rostro       | Miss La Paz             | Valeria Odilia Avendaño Ávila            |
| Mejor Sonrisa      | Miss Litoral            | Yohana Paola Vaca Guzmán                 |
| Mejor Traje Típico | Srta. Santa Cruz        | Daniela Michelle Núñez Del Prado Serrano |
| Chica AeroSur      | Srta. Santa Cruz        | Daniela Michelle Núñez Del Prado Serrano |

## Candidatas
| Departamento            | Candidata                                | Edad    | Estatura    | Nacimiento |
| Miss Cochabamba         | Suely Nashira Rico Rivas                 | 23 años | 1.67 metros | 1988       |
| Miss Chuquisaca         | Aleza Mishell Núñez Moldes               | 22 años | 1.78 metros | 1989       |
| Srta. Chuquisaca        | Karina Soraya Calisaya Duran             | 24 años | 1.69 metros | 1987       |
| Miss Illimani           | Andrea Fernanda Pinell Medinaceli        | 17 años | 1.75 metros | 1994       |
| Miss La Paz             | Valeria Odilia Avendaño Ávila            | 23 años | 1.76 metros | 1988       |
| Srta. La Paz            | Tania Isabel Vargas Salas †              | 22 años | 1.67 metros | 1989       |
| Miss Litoral            | Yohana Paola Vaca Guzmán                 | 23 años | 1.77 metros | 1987       |
| Srta. Litoral           | Yéssica Sharit Mouton Gianella           | 23 años | 1.72 metros | 1988       |
| Miss Llanos Orientales  | Romina Román Chávez                      | 25 años | 1.75 metros | 1986       |
| Srta. Llanos Orientales | Alma Sicely Mariscal Taborga             | 24 años | 1.70 metros | 1987       |
| Miss Oruro              | María Cristina Iriarte Cadima            | 19 años | 1.70 metros | 1992       |
| Srta. Oruro             | Odalis Alejandra Ticonipa Challapa       | 20 años | 1.76 metros | 1991       |
| Miss Pando              | Dayana Cuéllar Henrique                  | 18 años | 1.71 metros | 1993       |
| Srta. Pando             | Daniela Ivonne Rodríguez Herrera         | 19 años | 1.70 metros | 1992       |
| Miss Potosí             | Stephani Nicole Villa Uño                | 20 años | 1.72 metros | 1991       |
| Srta. Potosí            | Naida Karina Martínez Cabrera            | 24 años | 1.66 metros | 1987       |
| Miss Santa Cruz         | Karen Anahir Salazar Suárez              | 18 años | 1.77 metros | 1993       |
| Srta. Santa Cruz        | Daniela Michelle Núñez Del Prado Serrano | 19 años | 1.75 metros | 1992       |
| Miss Tarija             | Dalma Yohana López Rojas                 | 18 años | 1.70 metros | 1993       |
| Srta. Tarija            | Miyer Karoly Durán Ruíz                  | 25 años | 1.73 metros | 1986       |

## Fuente
- Miss Bolivia 2010 * Miss Bolivia Archivado el 12 de agosto de 2019 en Wayback Machine. * Miss Bolivia 2007 * Miss Bolivia 2008 * Miss Bolivia 2009 * Miss Bolivia 2012 * Miss Bolivia 2013 * Miss Bolivia 2014

| Predecesor: Miss Bolivia 2010 - - Olivia Pinheiro | Miss Bolivia 2011 30 de junio de 2011 | Sucesor: Miss Bolivia 2012 - - Alexia Viruez |

- Datos: Q5553149